# Tüsiyetü Khan Cachundordsch
Der Tüsiyetü Khan Cachundordsch (andere Schreibweise u. a.: Caqundorji, Tsagun Dorji, mongolisch Түшээт хан Чахундорж, reg. 1655–1691; † 1699) war ein Khan der Khalka-Mongolen. Er dominierte zwar die inneren Machtkämpfe der Khalka, wurde aber 1688 von dem Dschungaren-Fürsten Khungtaidschi Galdan besiegt und musste sich danach unter den Schutz der Mandschu-Verwaltung (Kaiser Kangxi, reg. 1661–1722) stellen.
Cachundordsch war der Sohn des Tüsiyetü Khan Gombodorz und sein Bruder Dsanabadsar (1635–1723) war der erste Jebtsundamba Khutukhtu, d. h. die religiöse Autorität der Khalka. Gleich zu Beginn seiner Regierung schickte Cachundordsch zusammen mit anderen Fürsten seine Söhne zum „Dienst“ (d. h. als Geiseln) an den Kaiserhof und erhielt die Ernennung zum „Regenten“ (Zasag).
In den 1660er Jahren brachten unter den Khalka-Fürsten Streitigkeiten aus, die sie innerhalb von drei Jahrzehnten wie ein Strudel in den Abgrund sogen und an denen Cachundordsch nicht gerade unschuldig war. Nach dem Tod des Jasaktu-Khan Norbu 1661 ernannte sich Wangsuy (unrechtmäßig) zum Jasaktu-Khan und wurde noch 1662 vom Altan Khan Lobzang angegriffen und ermordet. Cachundordsch hatte aber für Wangsuy Partei ergriffen, sandte nun seine Truppen gegen den Mörder und zwang ihn zur Flucht, woraufhin dessen Khanat seine Bedeutung verlor. Danach setzte er Mergen als neuen Jasaktu-Khan ein, der sich jedoch nicht vom Mandschu-Kaiser Kangxi im Amt betätigen ließ. Zudem hatten sich seine Untertanen unter den Schutz von Cachundordsch begeben. Also setzte der Kaiser Kangxi 1670 einen neuen Jasaktu-Khan ein: Cengün, der seine Leute von Cachundordsch zurückforderte. Zur Schlichtung des Streits berief der Kaiser ein Fürstentreffen in Chüren Bilcir 1686 ein.
Da Cachundordsch dem Jasaktu-Khan letztlich nur die Hälfte der Leute zurückgab, verbündete sich der neue Jasaktu-Khan Sar mit dem Dschungarenherrscher Khungtaidschi Galdan (reg. 1676–1697). Cachundordsch besiegte und tötete Sar, wurde aber kurz darauf in zwei Schlachten von Galdan vernichtend geschlagen und musste in Richtung der Gobi flüchten (1688). Da auch im Machtbereich der Chechen-Khane gerade politische Instabilität herrschte (der neue Khan Ilden Ravdan war 1688 verstorben und der rechtmäßige Erbe war minderjährig) gab es keine weitere Gegenwehr der Khalka. Die Niederlage von Cachundordsch (und seinem Sohn Galdandorji) löste eine große Flüchtlingswelle zu den südlichen Mongolen aus, die den Mandschu unterstanden. Cachundordsch und sein Bruder, der Lama Dsanabadsar ersuchten den Kaiser Kangxi um Schutz und unterstellten sich diesem ohne weiteres Zögern 1691 in einer Zeremonie in Dolon Nor, zusammen mit den anderen Fürsten. Cachundordsch wurde im Amt bestätigt, obwohl er ohne Rücksprache mit dem Kaiser gehandelt und den Jasaktu-Khan getötet hatte. In den Jahren 1690 und 1696 wurde Galdan dann von den Truppen des Kaisers Kangxi (unter Mithilfe der Khalka) zurückgedrängt und geschlagen.